# Harta (revista japonesa)
Harta (ハルタ Haruta?) es una revista de manga seinen publicada en Japón por Enterbrain. Creada en 2008, la revista originalmente se llamaba Fellows! y era publicada dos veces al mes. En diciembre de 2012, Enterbrain anunció una renovación en la revista a partir de su edición de febrero de 2013, cambiando su nombre de Fellows! a Harta y también cambiando su frecuencia de publicación de dos veces al mes a diez números por año, de febrero a agosto y de octubre a diciembre. El nombre está inspirado en la palabra indonesia «harta», que significa tesoro.
A diferencia de muchas de las revistas de manga en Japón en las que la portada presenta series publiadas en la revista, cada número desde que la revista todavía se llamaba Fellows! es una ilustración original de diferentes artistas, herencia que continúa a pesar del cambio de nombre.

## Títulos serializados
- Aoi Horus no Hitomi: Dansou no Joou no Monogatari
- Dungeon Meshi
- Gisèle Alain
- Fushigi no Kuni no Bird
- Hakumei to Mikochi (en curso)
- Hakuginhi
- Hokuhokusei ni Kumo to Ike
- Hinamatsuri (en curso)
- Otoyomegatari (en curso)
- Ran to Haiiro no Sekai
- Sakamoto desu ga?
- Shinazu no Ryouken
- Shirley
- Uwagaki
- Wanko ni Kuchizuke